# Antonio Foruny
Antonio Foruny y Comas fue un industrial y cromolitógrafo español de la segunda mitad del siglo XIX.

## Biografía

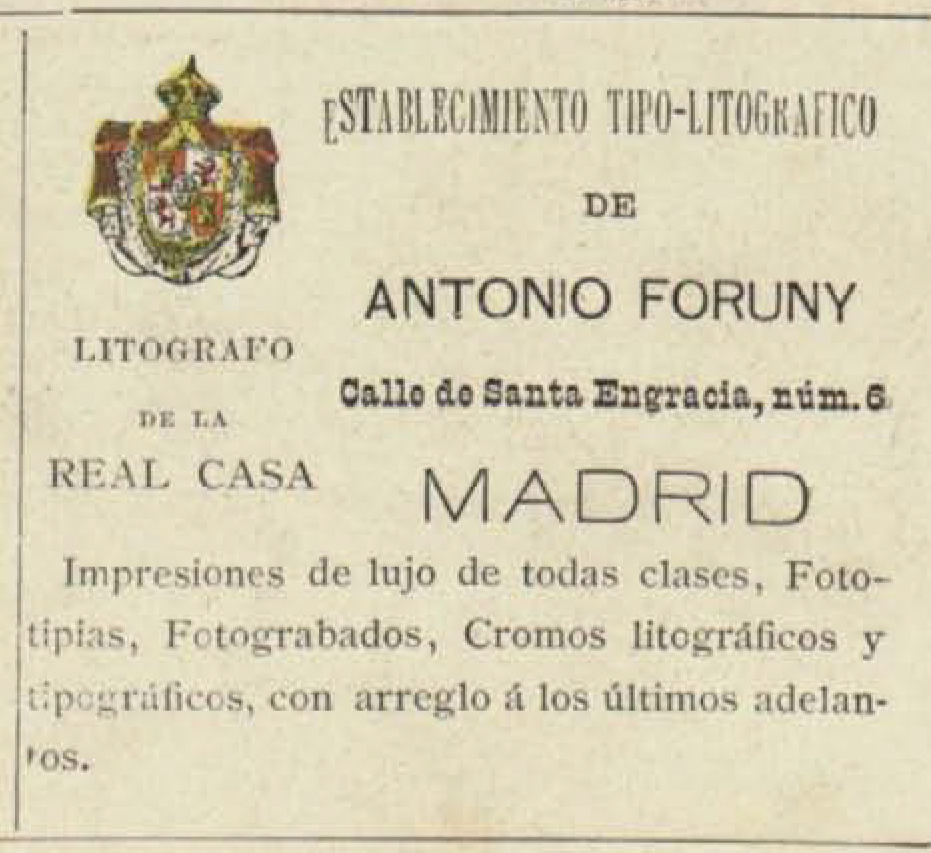
Anuncio del Establecimiento tipo-litográfico de Antonio Foruny en la calle de Santa Engracia n.º 6 (1896)

Foruny, que trabajó primero en Barcelona, donde según Pérez Nieva habría «brillado entre los primeros en la especialidad de industrias artísticas», más tarde lo hizo en Madrid. Tenía un establecimiento de cromolitografías. Hacia 1896 fundó la revista semanal El Domingo, en la que habrían participado Pérez Zúñiga, García Alcaraz, Chaves y Padró. En la Exposición Nacional de 1873 se hizo con una medalla de cobre, por sus litografías y cromos.